# Ayumi hamasaki DOME TOUR 2001 A
《ayumi hamasaki DOME TOUR 2001 A》（濱崎步 2001 巨蛋巡迴演唱會 A）是日本歌手濱崎步於2001年在東京巨蛋、名古屋巨蛋、大阪巨蛋、福岡巨蛋四個大型巨蛋舉行的演唱會，隨後2001年12月12日於日本發行DVD版本。

## 說明
到2025年為止，是濱崎步本人在當時唯一的巨蛋巡迴演唱會。
發行DVD版本收錄東京巨蛋公演（7月7日）場次。
2001年12月發行「ayumi hamasaki DOME TOUR 2001 HISTORY BOOK」，記錄當時巨蛋巡迴演唱會的寫真集。

## 曲目
1. evolution
2. Fly high
3. Duty
4. NEVER EVER
5. M
6. A Song for ××
7. SURREAL
8. Vogue
9. AUDIENCE
10. SEASONS
11. Endless sorrow
12. UNITE!
13. Trauma
14. Boys & Girls
15. Who...

## 外部連結
- 官方網站（页面存档备份，存于）